# Nicejské vyznání
Možná hledáte: Nicejsko-konstantinopolské vyznání, Apoštolské vyznání nebo Krédo

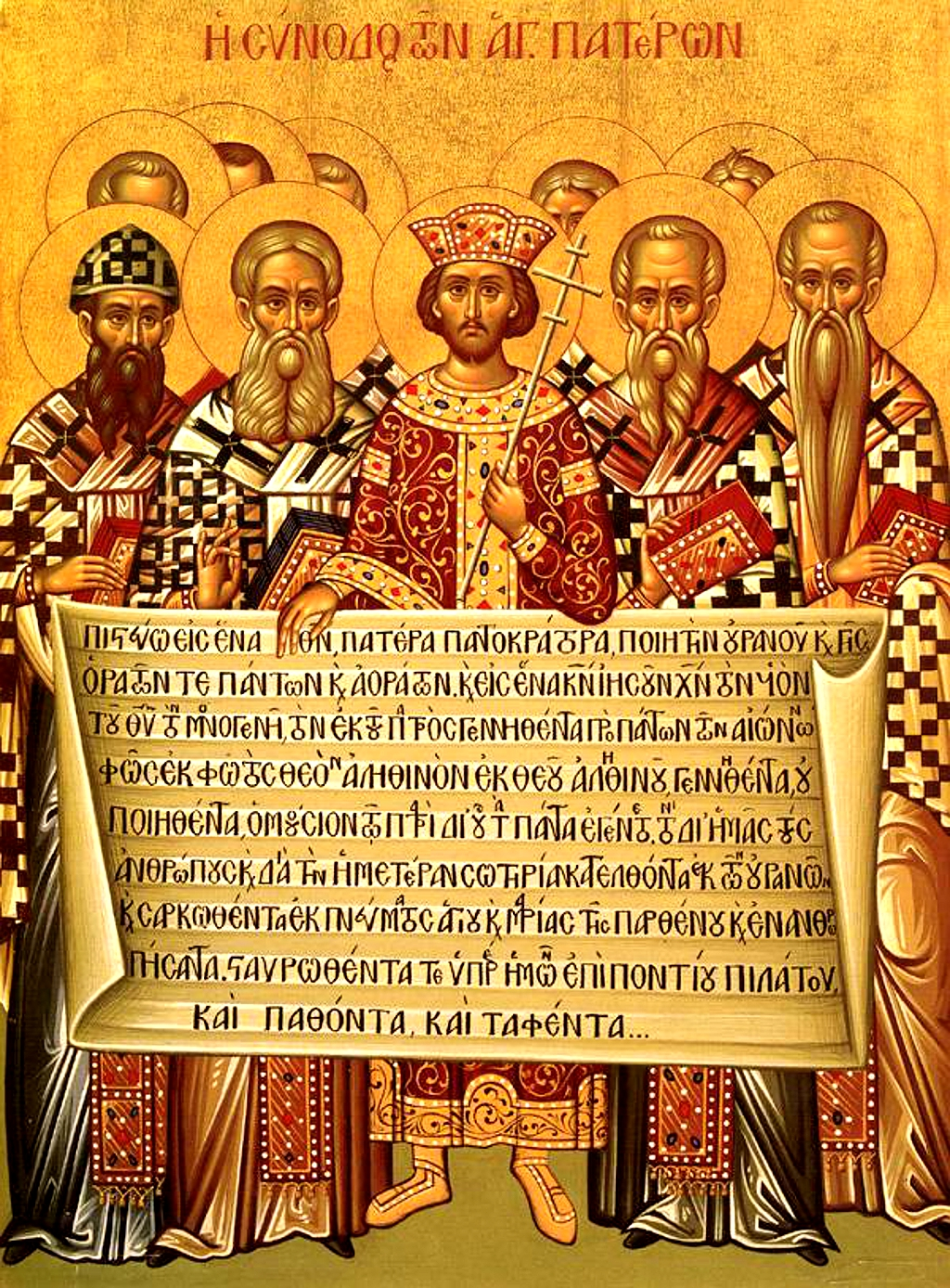
Ikona zobrazující Konstantina I. v doprovodu biskupů prvního nicejského koncilu (325), kteří drží Nicejsko-konstantinopolské vyznání víry z roku 381. První řádek hlavního textu v řečtině: Πιστεύω εἰς ἕνα Θ[εό]ν, πατέρα παντοκράτορα, ποιητὴν οὐρανοῦ κ[αὶ] γῆς,. Přeloženo: „Věřím v jednoho Boha, Otce Všemohoucího, Stvořitele nebe i země.“

Nicejské vyznání víry, známé jako Nicejské (Nikájské) krédo (řečtina koinē: Σύμβολον τῆς Νικαίας, romanizovaně: Sýmbolon tés Nikaías), a nazývané též pro jeho pozdější podobu z roku 381 Konstantinopolské vyznání víry, je určující vyznání víry v nikájském neboli hlavním proudu křesťanství a v těch křesťanských denominacích, které se k němu hlásí. Původní Nicejské vyznání víry bylo poprvé přijato na prvním nicejském koncilu v roce 325. V roce 381 bylo pozměněno na prvním konstantinopolském koncilu. Pozměněná podoba se také označuje jako Nicejsko-konstantinopolské vyznání víry (lat. Symbolum Nicænum Costantinopolitanum), nebo též Nicejsko-cařihradské vyznání. 
Nicejské vyznání víry je součástí vyznání víry, které se vyžaduje od osob, které vykonávají důležité funkce v pravoslavné a katolické církvi. Nicejské křesťanství považuje Ježíše za božského a „zplozeného z Otce“. Před čtvrtým stoletím existovaly různé protichůdné teologické názory, které podnítily ekumenické koncily, jež nakonec vypracovaly Nicejské vyznání víry, a od čtvrtého století se objevily a později znovu objevovaly různé nenicejské názory, které jsou stoupenci nicejského křesťanství považovány za hereze.
V západním křesťanství se vedle méně rozšířeného Apoštolského vyznání víry používá také Nicejské vyznání víry. V hudebních úpravách, zejména pokud se zpívá v latině, se toto vyznání víry obvykle označuje prvním slovem Credo. O nedělích a slavnostech se při mši římského ritu po homilii recituje jedno z těchto dvou vyznání víry. V byzantském ritu se Nicejské vyznání víry zpívá nebo recituje při božské liturgii bezprostředně před anaforou (eucharistickou modlitbou) a recituje se také denně při kompletáři.

## Text nicejsko-konstantinopolského vyznání víry
Původní text nicejsko-konstantinopolského vyznání je řecký, pro římskokatolickou církev je závazné též jeho znění latinské. Český překlad v níže uvedené podobě se v současné době užívá např. v římskokatolické liturgii a v teologické literatuře. V pravoslavné liturgii se používá staroslověnského textu, který byl také zhudebněn některými pravoslavnými autory.
V originálním řeckém znění vychází Duch svatý z Otce a v současnosti je v řečtině i v pravoslavných církvích vynecháváno slovo Filioque.
| česky Věřím v jednoho Boha, Otce všemohoucího, Stvořitele nebe i země, všeho viditelného i neviditelného. Věřím v jednoho Pána Ježíše Krista, jednorozeného Syna Božího, který se zrodil z Otce přede všemi věky: Bůh z Boha, Světlo ze Světla, Pravý Bůh z Pravého Boha, zrozený, nestvořený, jedné podstaty s Otcem, skrze něho všechno je stvořeno. On pro nás lidi a pro naši spásu sestoupil z nebe, skrze Ducha svatého přijal tělo z Marie Panny a stal se člověkem. Byl za nás ukřižován, za dnů Pontia Piláta, byl umučen a pohřben. Třetího dne vstal z mrtvých podle Písma. Vstoupil na nebesa, sedí po pravici Otce. A znovu přijde, ve slávě, soudit živé i mrtvé a jeho království bude bez konce. Věřím v Ducha svatého, Pána a Dárce života, který z Otce (i Syna) vychází, s Otcem i Synem je zároveň uctíván a oslavován a mluvil ústy proroků. Věřím v jednu svatou, všeobecnou apoštolskou Církev. Vyznávám jeden křest na odpuštění hříchů, očekávám vzkříšení mrtvých a život budoucího věku. Amen. | latinsky Credo in unum Deum, Patrem omnipotentem, factorem cæli et terræ, visibilium omnium et invisibilium. Et in unum Dominum Iesum Christum, Filium Dei unigenitum, et ex Patre natum ante omnia sæcula. Deum de Deo, Lumen de Lumine, Deum verum de Deo vero, genitum non factum, consubstantialem Patri, per quem omnia facta sunt. Qui propter nos homines et propter nostram salutem descendit de cælis. Et incarnatus est de Spiritu Sancto ex Maria Virgine, et homo factus est. Crucifixus etiam pro nobis sub Pontio Pilato, passus et sepultus est, et resurrexit tertia die, secundum Scripturas, et ascendit in cælum, sedet ad dexteram Patris. Et iterum venturus est cum gloria, iudicare vivos et mortuos, cuius regni non erit finis. Et in Spiritum Sanctum, Dominum et vivificantem, qui ex Patre (filioque) procedit. Qui cum Patre et Filio simul adoratur et conglorificatur qui locutus est per prophetas. Et unam, sanctam, catholicam et apostolicam Ecclesiam. Confiteor unum baptisma in remissionem peccatorum. Et expecto resurrectionem mortuorum, et vitam venturi sæculi. Amen. | církevněslovansky (ruská redakce) Верую во единаго Бога Отца, Вседержителя, Творца небу и земли, видимым же всем и невидимым. И во единаго Господа Иисуса Христа, Сына Божия, Единороднаго, Иже от Отца рожденнаго прежде всех век; Света от Света, Бога истинна от Бога истинна, рождена, несотворена, единосущна Отцу, Имже вся быша. Нас ради человек и нашего ради спасения сшедшаго с небес и воплотившагося от Духа Свята и Марии Девы, и вочеловечшася. Распятаго же за ны при Понтийстем Пилате, и страдавша и погребена. И воскресшаго в третий день по Писанием. И возшедшаго на небеса, и седяща одесную Отца. И паки грядущаго со славою судити живым и мертвым, Егоже Царствию не будет конца. И в Духа Святаго, Господа животворящаго, Иже от Отца исходящаго, Иже со Отцем и Сыном спокланяема и сславима, глаголавшаго пророки. Во едину Святую, Соборную и Апостольскую Церковь. Исповедую едино крещение во оставление грехов. Чаю воскресения мертвых. И жизни будущаго века. Аминь. |

## Historie

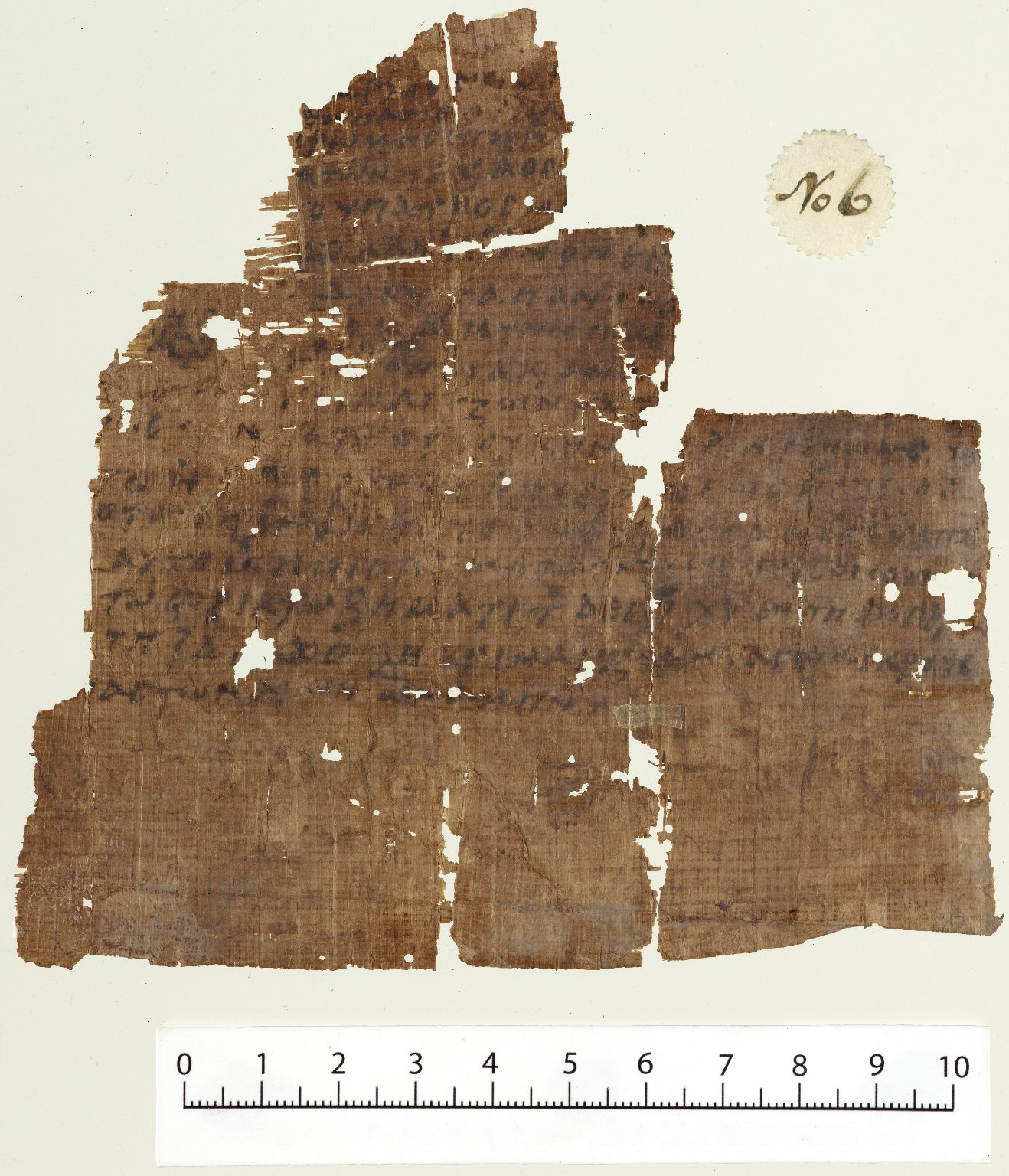
Nejstarší dochovaný rukopis Nicejského vyznání víry, datovaný do 6. století

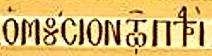
Klíčová formulace vyznání víry v řečtině zobrazená na ikoně výše: ὁμοούσιον τῷ π[α]τρί („jednoho bytí s Otcem“)

Účelem vyznání víry je poskytnout učení o správné víře mezi křesťany ve sporných situacích. Vyznání víry v křesťanství vznikala v dobách sporů o nauku: přijetí nebo odmítnutí vyznání víry sloužilo k rozlišení věřících a heretiků, zejména stoupenců ariánství. Proto se vyznání víry v řečtině nazývalo σύμβολον, symbolon, což původně znamenalo polovinu rozlomeného předmětu, která po přiložení k druhé polovině ověřovala totožnost nositele. Řecké slovo přešlo přes latinské symbolum do českého „symbol“, které teprve později získalo význam vnějšího označení něčeho.
Nicejské vyznání víry bylo přijato k vyřešení ariánského sporu, jehož vůdce, alexandrijský duchovní Arius, „namítal proti Alexandrově (tehdejšímu biskupovi) zjevné nedbalosti, když svým důrazem na věčné plození stíral přirozený rozdíl mezi Otcem a Synem.“ Císař Konstantin svolal koncil do Niceje, aby vyřešil spor v církvi, který vznikl v důsledku všeobecného přijetí Ariova učení, jež hrozilo destabilizovat celou říši. Po formulaci Nicejského vyznání víry bylo Ariovo učení od této chvíle označeno za herezi.
Nicejské vyznání víry z roku 325 výslovně potvrzuje Otce jako „jediného Boha“ a „Všemohoucího“ a Ježíše Krista jako „Syna Božího“, jako „zrozeného z [...] podstaty Otce“, a tedy jako „soupodstatného s Otcem“, což znamená „téže podstaty“ jako Otec; „pravý Bůh z pravého Boha“. Vyznání víry z roku 325 sice zmiňuje Ducha svatého, ale nikoli jako „Boha“ nebo jako „soupodstatného s Otcem“. Revize vyznání víry z roku 381 v Konstantinopoli (tj. Nicejsko-konstantinopolské vyznání víry), která se často označuje jednoduše jako „Nicejské vyznání víry“, hovoří o Duchu svatém jako o uctívaném a oslavovaném s Otcem i Synem.
Atanášovo vyznání víry, které vzniklo asi o sto let později, nebylo výsledkem žádného známého církevního koncilu a nepoužívalo se ve východním křesťanství, popisuje vztah mezi Otcem, Synem a Duchem svatým mnohem podrobněji. Dřívější Apoštolské vyznání víry, zřejmě formulované před vznikem ariánského sporu ve čtvrtém století, nepopisuje Syna ani Ducha svatého jako „Boha“ nebo jako „soupodstatné s Otcem“.
Tomáš Akvinský uvedl, že věta pro nás lidi a pro naši spásu měla vyvrátit Origenův omyl, „který tvrdil, že mocí Kristova umučení měli být osvobozeni i ďáblové“. Dále uvedl, že věty, že Ježíš se vtělil skrze Ducha svatého, měly vyvrátit manichejce, „abychom věřili, že přijal pravé tělo, a ne tělo zdánlivé“, a že sestoupil z nebe, měly vyvrátit omyl Fotia, „který tvrdil, že Kristus nebyl víc než člověk“. Kromě toho věta a stal se člověkem měla „vyloučit blud Nestoria, podle jehož tvrzení by se o Božím Synu ... řeklo, že přebývá v člověku [spíše] než že je člověkem.“

### Původní Nicejské vyznání víry z roku 325
Původní Nicejské vyznání víry bylo poprvé přijato na prvním nicejském koncilu 19. června 325. Text končí anatématy proti ariánským návrhům, kterým předcházejí slova: „Věříme v Ducha svatého“, které ukončuje prohlášení o víře.
Fenton John Anthony Hort a Adolf von Harnack tvrdili, že Nicejské vyznání víry je místní vyznání víry z Cesareje (významného centra raného křesťanství), které na koncilu přednesl Eusebius z Cesareje. Jejich argumentace se do značné míry opírala o velmi specifickou interpretaci Eusebiova vlastního popisu jednání koncilu. Novější badatelé se jejich argumenty nenechali přesvědčit. Velké množství sekundárních odchylek od textu vyznání víry citovaného Eusebiem činí nepravděpodobným, že by z něj vycházeli ti, kdo koncilní vyznání víry vypracovali. Jejich výchozím textem bylo pravděpodobně místní vyznání víry ze syropalestinského zdroje, do něhož vložili věty, které měly definovat nicejskou teologii. Eusebiánské vyznání víry tak mohlo být buď druhou, nebo jednou z mnoha předloh pro Nicejské vyznání víry.
Katolická encyklopedie z roku 1911 uvádí, že brzy po nicejském koncilu církev sestavila nové věroučné formule, většinou obměny nicejského symbola, aby čelila novým fázím ariánství, které byly nejméně čtyři před sardickým koncilem (341), na němž byla nová věroučná formule předložena a zařazena do jeho akt, ačkoli ji koncil nepřijal.

### Nicejsko-konstantinopolské vyznání víry
Tento název se používá pro „Nicejsko-konstantinopolské vyznání víry“ nebo „Nikájsko-konstantinopolské vyznání víry“, popřípadě „Nicejsko-cařihradské vyznání víry“, protože bylo přijato na druhém ekumenickém koncilu v Konstantinopoli (Cařihrad) v roce 381 jako modifikace původního Nicejského vyznání víry z roku 325. V tomto světle se také začalo velmi běžně označovat jednoduše jako „Nicejské vyznání víry“. Je to jediné závazné ekumenické prohlášení křesťanské víry, které přijímá katolická církev (s dodatkem Filioque), pravoslavná církev, starobylé východní církve, církev Východu a velká část protestantismu včetně anglikánského společenství. (Apoštolské a Atanášovo vyznání víry nejsou tak široce přijímány.)
Od vyznání víry přijatého na prvním nicejském koncilu se v řadě ohledů liší, a to jak doplněním, tak vynecháním. Nejvýraznějším rozdílem je další oddíl:
A [věříme] v Ducha svatého, Pána a dárce života, který vychází z Otce, který je spolu s Otcem a Synem uctíván a oslavován a který mluvil skrze proroky. A [věříme] v jednu, svatou, katolickou a apoštolskou církev. Uznáváme jeden křest na odpuštění hříchů [a] očekáváme vzkříšení mrtvých a život budoucího světa. Amen.
Od konce 19. století učenci zpochybňují tradiční vysvětlení původu tohoto vyznání víry, které bylo předáváno jménem koncilu, jehož oficiální akta se časem ztratila. Místní konstantinopolský koncil v roce 382 ani třetí ekumenický koncil (Efezský koncil z roku 431) se o něm nezmiňují, přičemž druhý jmenovaný koncil potvrdil Nicejské vyznání víry z roku 325 jako platné prohlášení víry a použil ho k odsouzení nestoriánství. Ačkoli někteří badatelé tvrdí, že náznaky existence pozdějšího vyznání víry jsou patrné v některých spisech, žádný dochovaný dokument neuvádí jeho text ani se o něm výslovně nezmiňuje dříve než čtvrtý ekumenický koncil v Chalcedonu v roce 451. Mnozí z biskupů koncilu v roce 451 o něm sami nikdy neslyšeli a zpočátku ho vítali skepticky, ale pak bylo předloženo z konstantinopolského biskupského archivu a koncil ho přijal "nikoli jako doplnění nějakého opomenutí, ale jako autentický výklad nicejské víry". Navzdory vzneseným otázkám se považuje za nejpravděpodobnější, že toto vyznání víry bylo skutečně zavedeno na druhém ekumenickém koncilu v roce 381.
Na základě vnitřních i vnějších důkazů textu se tvrdí, že toto vyznání víry nevzniklo úpravou původního vyznání víry navrženého v Niceji roku 325, ale jako samostatné vyznání víry (pravděpodobně starší křestní vyznání víry) upravené tak, aby se více podobalo Nicejskému vyznání víry. Někteří badatelé tvrdí, že toto vyznání víry mohlo být předloženo v Chalkedonu jako „precedens pro vypracování nových vyznání víry a definic, které by doplnily Nicejské vyznání víry, jako způsob, jak obejít zákaz nových vyznání víry v 7. kánonu Efezu.“ Obecně se soudí, že Nicejsko-konstantinopolské vyznání víry není pouhým rozšířením Nicejského vyznání víry a že pravděpodobně vycházelo z jiného tradičního vyznání víry nezávislého na tom nicejském.
Třetí ekumenický koncil (Efezský) potvrdil původní znění Nicejského vyznání víry z roku 325 a prohlásil, že „je nepřípustné, aby někdo předkládal, psal nebo sestavoval jinou (ἑτέραν) víru jako konkurenci té, kterou ustanovili svatí Otcové shromáždění s Duchem svatým v Niceji“ (tj. vyznání z roku 325). Slovo ἑτέραν je přesněji přeloženo tak, jak ho koncil použil ve významu „odlišný“, „protikladný“, než „jiný“. Tento výrok byl vykládán jako zákaz měnit toto vyznání víry nebo sestavovat jiné, ale ne všichni tento výklad přijímají. Tato otázka souvisí se sporem, zda vyznání víry vyhlášené ekumenickým koncilem je definitivní v tom smyslu, že vylučuje nejen vynětí z jeho textu, ale i jeho doplnění.
V jednom ohledu se text Nicejsko-konstantinopolského vyznání víry, který přijala pravoslavná církev, liší od nejstaršího textu, který je obsažen v aktech Chalcedonského koncilu z roku 451: Pravoslavná církev používá jednotné tvary sloves jako „věřím“ namísto plurálu („věříme“), který používá koncil. Východní katolické církve byzantského obřadu používají přesně stejnou formu vyznání víry, protože katolická církev učí, že je nesprávné přidávat k řeckému slovesu „ἐκπορευόμενον“ „a Syna“, ačkoli je správné přidávat ho k latinskému „qui procedit“, které nemá přesně stejný význam. Forma obecně používaná v západních církvích přidává „a Syna“ a také větu „Bůh z Boha“, která se nachází v původním vyznání víry z roku 325.

### Srovnání vyznání víry z roku 325 a vyznání víry z roku 381
Následující tabulka, v níž jsou v hranatých závorkách uvedeny části textu z roku 325, které byly v roce 381 vypuštěny nebo přesunuty, a kurzívou jsou vyznačeny věty, které v textu z roku 325 chyběly a v roce 381 byly přidány, srovnává starší (325 n. l.) a pozdější (381 n. l.) podobu tohoto vyznání víry v anglickém překladu uvedeném v knize Philipa Schaffa The Creeds of Christendom (1877).
| První nicejský koncil (325) | První konstantinopolský koncil (381) |
| --- | --- |
| Věříme v jednoho Boha, Otce všemohoucího, Stvořitele všeho viditelného i neviditelného. | Věříme v jednoho Boha, Otce všemohoucího, Stvořitele nebe i země a všeho viditelného i neviditelného. |
| A v jednoho Pána Ježíše Krista, Syna Božího, zrozeného z Otce jednorozeného; to znamená z Otcovy podstaty, Boha z Boha,] Světlo ze Světla, pravého Boha z pravého Boha, zrozeného, ne stvořeného, soupodstatného s Otcem;                                              | A v jednoho Pána Ježíše Krista, jednorozeného Syna Božího, zrozeného z Otce přede všemi věky (æony), Světlo ze Světla, pravého Boha z pravého Boha, zrozeného, ne stvořeného, soupodstatného s Otcem; |
| Skrze něho bylo stvořeno všechno [na nebi i na zemi]; | skrze něho bylo všechno stvořeno; |
| On pro nás lidi a pro naši spásu sestoupil, vtělil se a stal se člověkem; | který pro nás lidi a pro naši spásu sestoupil z nebe, vtělil se skrze Ducha svatého a z Marie Panny se stal člověkem; |
| Trpěl, třetího dne vstal z mrtvých a vstoupil na nebesa; | byl za nás ukřižován za Pontského Piláta, trpěl, byl pohřben a třetího dne vstal z mrtvých podle Písma, vstoupil na nebesa a usedl po pravici Otcově; |
| Odtud přijde soudit živé i mrtvé. | odtud se vrátí se slávou, aby soudil živé i mrtvé; |
| | jeho království nebude mít konce. |
| A v Ducha svatého. | A v Ducha svatého, Pána a dárce života, který z Otce vychází, který je spolu s Otcem a Synem uctíván a oslavován a který mluvil skrze proroky. |
| | V jednu svatou katolickou a apoštolskou církev; vyznáváme jeden křest na odpuštění hříchů; očekáváme vzkříšení mrtvých a život budoucího světa. Amen. |
| [Ale ti, kdo říkají: „Byl čas, kdy nebyl“ a „Nebyl dříve, než byl stvořen“ a „Byl stvořen z ničeho“ nebo „Je z jiné látky“ nebo „podstaty“ nebo „Boží Syn je stvořený“ nebo „proměnlivý“ nebo „měnitelný“ – ti jsou svatou katolickou a apoštolskou církví odsouzeni.] | |
| Rozdíly mezi vlastními formulacemi (v řečtině) přijatými v roce 325 a v roce 381 lze ukázat podobným způsobem: | |
| První nicejský koncil (325) | První konstantinopolský koncil (381) |
| Πιστεύομεν εἰς ἕνα Θεὸν Πατέρα παντοκράτορα, πάντων ὁρατῶν τε καὶ ἀοράτων ποιητήν· | Πιστεύομεν εἰς ἕνα Θεὸν Πατέρα παντοκράτορα, ποιητὴν οὐρανοῦ καὶ γῆς, ὁρατῶν τε πάντων καὶ ἀοράτων. |
| καὶ εἰς ἕνα Κύριον Ἰησοῦν Χριστόν τὸν Υἱὸν τοῦ Θεοῦ, γεννηθέντα ἐκ τοῦ Πατρὸς [μονογενῆ, τοὐτέστιν ἐκ τῆς οὐσίας τοῦ Πατρός, Θεὸν ἐκ Θεοῦ,] Φῶς ἐκ Φωτός, Θεὸν ἀληθινὸν ἐκ Θεοῦ ἀληθινοῦ, γεννηθέντα, οὐ ποιηθέντα, ὁμοούσιον τῷ Πατρί,                                | Καὶ εἰς ἕνα Κύριον Ἰησοῦν Χριστόν, τὸν Υἱὸν τοῦ Θεοῦ τὸν μονογενῆ, τὸν ἐκ τοῦ Πατρὸς γεννηθέντα πρὸ πάντων τῶν αἰώνων, φῶς ἐκ φωτός, Θεὸν ἀληθινὸν ἐκ Θεοῦ ἀληθινοῦ, γεννηθέντα οὐ ποιηθέντα, ὁμοούσιον τῷ Πατρί· |
| δι' οὗ τὰ πάντα ἐγένετο, [τά τε ἐν τῷ οὐρανῷ καὶ τὰ ἐν τῇ γῇ,] | δι' οὗ τὰ πάντα ἐγένετο· |
| τὸν δι' ἡμᾶς τοὺς ἀνθρώπους καὶ διὰ τὴν ἡμετέραν σωτηρίαν κατελθόντα καὶ σαρκωθέντα καὶ ἐνανθρωπήσαντα, | τὸν δι' ἡμᾶς τοὺς ἀνθρώπους καὶ διὰ τὴν ἡμετέραν σωτηρίαν κατελθόντα ἐκ τῶν οὐρανῶν καὶ σαρκωθέντα ἐκ Πνεύματος Ἁγίου καὶ Μαρίας τῆς παρθένου καὶ ἐνανθρωπήσαντα, |
| παθόντα, καὶ ἀναστάντα τῇ τρίτῃ ἡμέρᾳ, ἀνελθόντα εἰς τοὺς οὐρανούς, | σταυρωθέντα τε ὑπὲρ ἡμῶν ἐπὶ Ποντίου Πιλάτου, καὶ παθόντα καὶ ταφέντα, καὶ ἀναστάντα τῇ τρίτῃ ἡμέρᾳ κατὰ τὰς γραφάς, καὶ ἀνελθόντα εἰς τοὺς οὐρανούς, καὶ καθεζόμενον ἐκ δεξιῶν τοῦ Πατρός, |
| ἐρχόμενον κρῖναι ζῶντας καὶ νεκρούς. | καὶ πάλιν ἐρχόμενον μετὰ δόξης κρῖναι ζῶντας καὶ νεκρούς· |
| | οὗ τῆς βασιλείας οὐκ ἔσται τέλος. |
| Καὶ εἰς τὸ Ἅγιον Πνεῦμα. | Καὶ εἰς τὸ Πνεῦμα τὸ Ἅγιον, τὸ Κύριον, τὸ ζῳοποιόν, τὸ ἐκ τοῦ Πατρὸς ἐκπορευόμενον, τὸ σὺν Πατρὶ καὶ Υἱῷ συμπροσκυνούμενον καὶ συνδοξαζόμενον, τὸ λαλῆσαν διὰ τῶν προφητῶν. Εἰς μίαν, ἁγίαν, καθολικὴν καὶ ἀποστολικὴν Ἐκκλησίαν· ὁμολογοῦμεν ἓν βάπτισμα εἰς ἄφεσιν ἁμαρτιῶν· προσδοκοῦμεν ἀνάστασιν νεκρῶν, καὶ ζωὴν τοῦ μέλλοντος αἰῶνος. Ἀμήν. |
| [Τοὺς δὲ λέγοντας, Ἦν ποτε ὅτε οὐκ ἦν, καὶ Πρὶν γεννηθῆναι οὐκ ἦν, καὶ ὅτι Ἐξ οὐκ ὄντων εγένετο, ἢ Ἐξ ἑτέρας ὑποστάσεως ἢ οὐσίας φάσκοντας εἶναι, ἢ κτιστόν, ἢ τρεπτόν, ἢ ἀλλοιωτὸν τὸν Υἱὸν τοῦ Θεοῦ, τούτους ἀναθεματίζει ἡ ἁγία καθολικὴ καὶ ἀποστολικὴ ἐκκλησία].  | |

### Spor ofilioque
Hlavní článek: Filioque
Na konci 6. století některé latinsky mluvící církve přidaly k popisu vycházení Ducha svatého slovo Filioque („a Syna“), což mnozí pravoslavní křesťané později považovali za porušení VII. kánonu III. ekumenického koncilu, protože tato slova nebyla do textu zařazena ani Nicejským, ani Konstantinopolským koncilem. Do římské liturgické praxe byla začleněna v roce 1014. Filioque se nakonec stalo jednou z hlavních příčin schizmatu mezi Východem a Západem v roce 1054 a neúspěchu opakovaných pokusů o jednotu.

## Názory na význam tohoto vyznání
Názor, že Nicejské vyznání víry může sloužit jako prubířský kámen pravé křesťanské víry, se odráží v názvu „symbolon víry“, který mu byl dán v řečtině a latině, kdy v těchto jazycích slovo „symbol“ znamenalo „znak pro identifikaci (srovnáním s protějškem)“.
Ve mši římského ritu byl dříve jedinou formou „vyznání víry“ latinský text Nicejsko-konstantinopolského vyznání víry s větami „Deum de Deo“ (Bůh z Boha) a „Filioque“ (a ze Syna), které v původním textu chyběly. Římský misál jej nyní označuje společně s Apoštolským vyznáním víry jako „Symbolon nebo vyznání víry neboli Credo“ a druhou formu popisuje jako „křestní symbolon římské církve, známý jako Apoštolské vyznání víry“.
Někteří evangelikální a jiní křesťané považují Nicejské vyznání víry za užitečné a do jisté míry směrodatné, nikoli však neomylně vzhledem ke svému přesvědčení, že jedině Písmo je skutečně směrodatné. Netrinitární skupiny, jako je Církev Nového Jeruzaléma, Církev Ježíše Krista Svatých posledních dnů a Svědkové Jehovovi, výslovně odmítají některé výroky v Nicejském vyznání víry.

## Starověké liturgické verze
Existuje několik označení pro obě formy Nicejského vyznání víry, přičemž některé z nich se významově překrývají:
- Nicejské vyznání víry nebo Nicejské krédo se používá pro původní verzi přijatou na prvním nicejském koncilu (325), pro revidovanou verzi přijatou na prvním konstantinopolském koncilu (381), pro liturgický text používaný pravoslavnou církví (s „Věřím“ místo „Věříme“),[62] k latinské verzi, která obsahuje slovní spojení „Deum de Deo“ a „Filioque“,[63] a k arménské verzi, která neobsahuje „a ze Syna“, ale obsahuje „Bůh z Boha“ a mnoho dalších slovních spojení.[64]
- Nicejsko-konstantinopolské vyznání víry může znamenat revidovanou konstantinopolskou verzi (381) nebo pozdější latinskou verzi[65] či různé jiné verze.[66]
- Ikona/Symbolon víry je obvyklé označení pro revidovanou Konstantinopolskou verzi z roku 381 v pravoslavných církvích, kde je to jediné vyznání víry používané v liturgii.
- Vyznání víry 318 otců odkazuje konkrétně na verzi z Niceje 325 (podle tradice se prvního nicejského koncilu zúčastnilo 318 biskupů).
- Vyznání víry 150 otců odkazuje konkrétně na konstantinopolskou verzi z roku 381 (podle tradice se prvního konstantinopolského koncilu zúčastnilo 150 biskupů).

Cílem této části není shromáždit texty všech liturgických verzí Nicejského vyznání víry a uvádí pouze tři, řeckou, latinskou a arménskou, které jsou zvláště zajímavé. Ostatní jsou zmíněny samostatně, ale bez textů. Všechny starověké liturgické verze, dokonce i řecká, se alespoň v malé míře liší od textu přijatého na prvním nicejském a konstantinopolském koncilu. Vyznání víry bylo původně napsáno v řečtině, mimo jiné kvůli místu konání obou koncilů.
Ačkoli v textech koncilů je „Πιστεύομεν [...] ὁμολογοῦμεν [...] προσδοκοῦμεν“ („věříme [...] vyznáváme [...], že [...]. ] očekáváme“), vyznání víry, které církve byzantské tradice používají ve své liturgii, má „Πιστεύω [...] ὁμολογῶ [...] προσδοκῶ“ („Věřím [...] vyznávám [...] očekáváme“), což zdůrazňuje osobní charakter recitace vyznání víry. Latinský text má kromě použití jednotného čísla dva dodatky: „Deum de Deo“ (Bůh z Boha) a „Filioque“ (a ze Syna). Arménský text má mnohem více dodatků a je zařazen jako ukázka toho, jak se tato starobylá církev rozhodla recitovat vyznání víry s těmito četnými rozvedeními jeho obsahu.
Je přidán překlad arménského textu; překlady řeckého a latinského liturgického textu jsou uvedeny u anglické verze Nikájského vyznání víry, která se v současnosti používá. 
| Řecký liturgický text Πιστεύω εἰς ἕνα Θεόν, Πατέρα, Παντοκράτορα, ποιητὴν οὐρανοῦ καὶ γῆς, ὁρατῶν τε πάντων καὶ ἀοράτων. Καὶ εἰς ἕνα Κύριον Ἰησοῦν Χριστόν, τὸν Υἱὸν τοῦ Θεοῦ τὸν μονογενῆ, τὸν ἐκ τοῦ Πατρὸς γεννηθέντα πρὸ πάντων τῶν αἰώνων· φῶς ἐκ φωτός, Θεὸν ἀληθινὸν ἐκ Θεοῦ ἀληθινοῦ, γεννηθέντα οὐ ποιηθέντα, ὁμοούσιον τῷ Πατρί, δι' οὗ τὰ πάντα ἐγένετο. Τὸν δι' ἡμᾶς τοὺς ἀνθρώπους καὶ διὰ τὴν ἡμετέραν σωτηρίαν κατελθόντα ἐκ τῶν οὐρανῶν καὶ σαρκωθέντα ἐκ Πνεύματος Ἁγίου καὶ Μαρίας τῆς Παρθένου καὶ ἐνανθρωπήσαντα. Σταυρωθέντα τε ὑπὲρ ἡμῶν ἐπὶ Ποντίου Πιλάτου, καὶ παθόντα καὶ ταφέντα. Καὶ ἀναστάντα τῇ τρίτῃ ἡμέρᾳ κατὰ τὰς Γραφάς. Καὶ ἀνελθόντα εἰς τοὺς οὐρανοὺς καὶ καθεζόμενον ἐκ δεξιῶν τοῦ Πατρός. Καὶ πάλιν ἐρχόμενον μετὰ δόξης κρῖναι ζῶντας καὶ νεκρούς, οὗ τῆς βασιλείας οὐκ ἔσται τέλος. Καὶ εἰς τὸ Πνεῦμα τὸ Ἅγιον, τὸ κύριον, τὸ ζῳοποιόν, τὸ ἐκ τοῦ Πατρὸς ἐκπορευόμενον, τὸ σὺν Πατρὶ καὶ Υἱῷ συμπροσκυνούμενον καὶ συνδοξαζόμενον, τὸ λαλῆσαν διὰ τῶν προφητῶν. Εἰς μίαν, Ἁγίαν, Καθολικὴν καὶ Ἀποστολικὴν Ἐκκλησίαν. Ὁμολογῶ ἓν βάπτισμα εἰς ἄφεσιν ἁμαρτιῶν. Προσδοκῶ ἀνάστασιν νεκρῶν. Καὶ ζωὴν τοῦ μέλλοντος αἰῶνος. Ἀμήν. | Latinská liturgická verze Credo in unum Deum, Patrem omnipoténtem, factórem cæli et terræ, visibílium ómnium et invisibílium. Et in unum Dóminum, Iesum Christum, Fílium Dei unigénitum, et ex Patre natum ante ómnia sǽcula. Deum de Deo, lumen de lúmine, Deum verum de Deo vero, génitum, non factum, consubstantiálem Patri: per quem ómnia facta sunt. Qui propter nos hómines et propter nostram salútem descéndit de cælis. Et incarnátus est de Spíritu Sancto ex María Vírgine, et homo factus est. Crucifíxus étiam pro nobis sub Póntio Piláto; passus et sepúltus est, et resurréxit tértia die, secúndum Scriptúras, et ascéndit in cælum, sedet ad déxteram Patris. Et íterum ventúrus est cum glória, iudicáre vivos et mórtuos, cuius regni non erit finis. Et in Spíritum Sanctum, Dóminum et vivificántem: qui ex Patre Filióque procédit. Qui cum Patre et Fílio simul adorátur et conglorificátur: qui locútus est per prophétas. Et unam, sanctam, cathólicam et apostólicam Ecclésiam. Confíteor unum baptísma in remissiónem peccatórum. Et exspécto resurrectiónem mortuórum, et vitam ventúri sǽculi. Amen. |

Latinský text doplňuje řecký text o „Deum de Deo“ a „Filioque“. O posledně jmenovaném viz výše Spor o Filioque. Nevyhnutelně se také liší podtext použitých výrazů, jako jsou παντοκράτορα, pantokratora a omnipotentem (pantokratora znamená vládce všeho; omnipotentem znamená všemohoucí, všemocný). Důsledky rozdílu v podtextu slov „ἐκπορευόμενον“ a „qui [...] procedit“ byly předmětem studie Řecká a latinská tradice o vycházení Ducha svatého vydané Papežskou radou pro podporu jednoty křesťanů v roce 1996.
Výrazy ὁμοούσιον a consubstantialem, překládané jako „z jednoho bytí“ nebo „konsubstanciální“, mají opět odlišný podtext a vycházejí z řeckého οὐσία (stabilní bytí, neměnná skutečnost, látka, podstata, pravá přirozenost), resp. latinského substantĭa (to, z čeho se věc skládá, bytí, podstata, obsah, materiál, látka).

### Arménský liturgický text

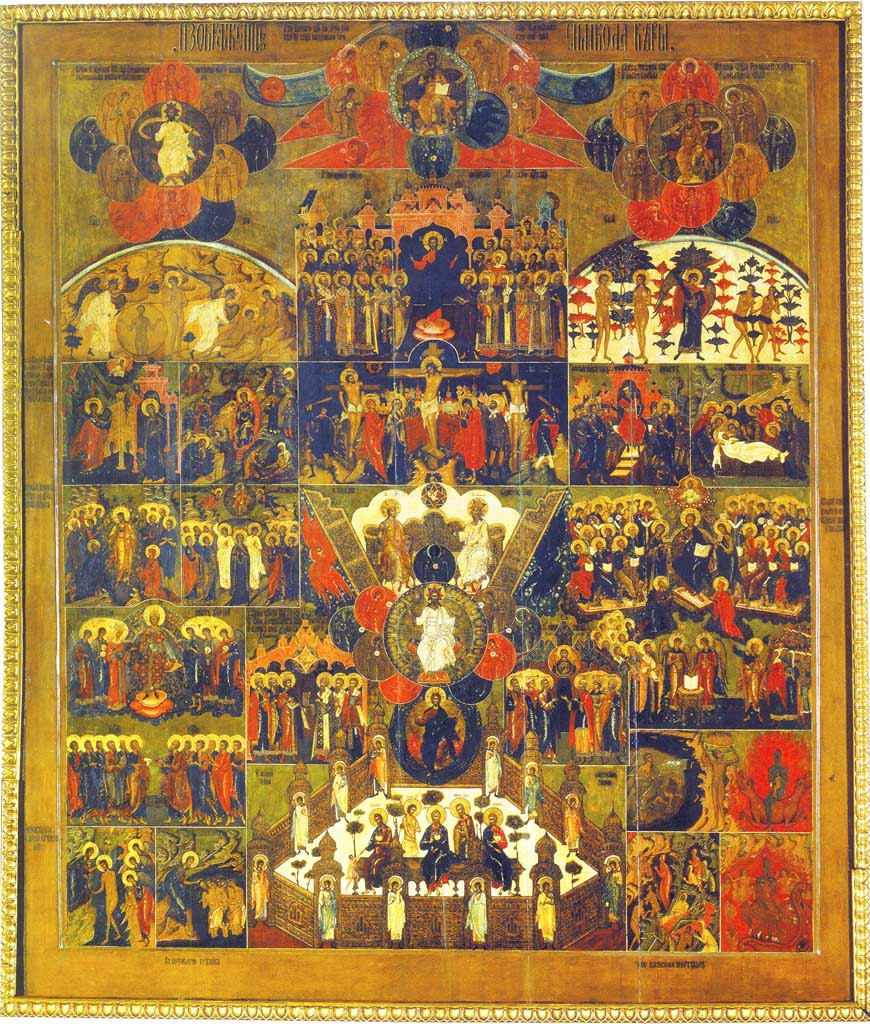
Ruská ikona ze 17. století zobrazující články víry

Հաւատամք ի մի Աստուած, ի Հայրն ամենակալ, յարարիչն երկնի եւ երկրի, երեւելեաց եւ աներեւութից։

Եւ ի մի Տէր Յիսուս Քրիստոս, յՈրդին Աստուծոյ, ծնեալն յԱստուծոյ Հօրէ, միածին՝ այսինքն յէութենէ Հօր։

Աստուած յԱստուծոյ, լոյս ի լուսոյ, Աստուած ճշմարիտ յԱստուծոյ ճշմարտէ, ծնունդ եւ ոչ արարած։ Նոյն ինքն ի բնութենէ Հօր, որով ամենայն ինչ եղեւ յերկինս եւ ի վերայ երկրի, երեւելիք եւ աներեւոյթք։

Որ յաղագս մեր մարդկան եւ վասն մերոյ փրկութեան իջեալ ի յերկնից՝ մարմնացաւ, մարդացաւ, ծնաւ կատարելապէս ի Մարիամայ սրբոյ կուսէն Հոգւովն Սրբով։

Որով էառ զմարմին, զհոգի եւ զմիտ, եւ զամենայն որ ինչ է ի մարդ, ճշմարտապէս եւ ոչ կարծեօք։

Չարչարեալ, խաչեալ, թաղեալ, յերրորդ աւուր յարուցեալ, ելեալ ի յերկինս նովին մարմնովն, նստաւ ընդ աջմէ Հօր։

Գալոց է նովին մարմնովն եւ փառօք Հօր ի դատել զկենդանիս եւ զմեռեալս, որոյ թագաւորութեանն ոչ գոյ վախճան։

Հաւատամք եւ ի սուրբ Հոգին, յանեղն եւ ի կատարեալն․ Որ խօսեցաւ յօրէնս եւ ի մարգարէս եւ յաւետարանս․ Որ էջն ի Յորդանան, քարոզեաց զառաքեալսն, եւ բնակեցաւ ի սուրբսն։

Հաւատամք եւ ի մի միայն, ընդհանրական եւ առաքելական, Սուրբ Եկեղեցի․ ի մի մկրտութիւն, յապաշխարհութիւն, ի քաւութիւն եւ ի թողութիւն մեղաց․ ի յարութիւնն մեռելոց․ ի դատաստանն յաւիտենից հոգւոց եւ մարմնոց․ յարքայութիւնն երկնից, եւ ի կեանսն յաւիտենականս։

#### Překlad arménské verze
Věříme v jednoho Boha, Otce všemohoucího, stvořitele nebe i země, věcí viditelných i neviditelných.

A v jednoho Pána Ježíše Krista, Syna Božího, zrozeného z Boha Otce, Jednorozeného, který je z podstaty Otcovy.

Bůh z Boha, Světlo ze Světla, pravý Bůh z pravého Boha, zplozený a nestvořený; téže podstaty Otce, skrze něho vzniklo všechno na nebi i na zemi, viditelné i neviditelné.

Který pro nás lidstvo a pro naši spásu sestoupil z nebe, vtělil se, stal se člověkem, dokonale se narodil ze svaté Panny Marie skrze Ducha svatého.

Skrze něho přijal tělo, duši i mysl a vše, co je v člověku, skutečně, a ne zdánlivě.

Trpěl, byl ukřižován, pohřben, třetího dne vstal z mrtvých, s týmž tělem vstoupil na nebesa [a] usedl po Otcově pravici.

Má přijít se stejným tělem a s Otcovou slávou, aby soudil živé i mrtvé; jeho království není konce.

Věříme v Ducha svatého, nestvořeného a dokonalého; který promlouval skrze Zákon, proroky a evangelia; který sestoupil na Jordán, kázal skrze apoštoly a žil ve svatých.

Věříme také v jedinou, všeobecnou, apoštolskou a [svatou] církev; v jeden křest s pokáním na odpuštění a odpuštění hříchů; a ve vzkříšení mrtvých, ve věčný soud duší a těl, v nebeské království a věčný život.

### Další starověké liturgické verze
Verze v církevní slovanštině, kterou používají některé východní pravoslavné církve, je prakticky totožná s řeckou liturgickou verzí.
Tuto verzi používají také některé východní katolické církve byzantského obřadu. Ačkoli Brestlitevská unie vyloučila přidání Filioque, někdy ho přidávali rusínští katolíci, v jejichž starších liturgických knihách je tato věta také uvedena v závorce, a ukrajinští katolíci. Rusínský učenec Kazimír Kucharek v roce 1971 napsal: „Ve východních katolických církvích může být Filioque vynecháno s výjimkou případů, kdy by došlo ke skandálu. Většina východních katolických obřadů ho používá.“ V následujících desetiletích po roce 1971 se však začalo používat spíše výjimečně.
Verze používané starobylými pravoslavnými církvemi a Církví Východu se mohou lišit od řecké liturgické verze tím, že místo „věřím“ je v původním textu uvedeno „věříme“.

## Odpustek
V římskokatolické církvi je k získání plnomocných odpustků jednou za den nutná návštěva kostela nebo oratoře, ke které je odpustek vázán, a pronesení nedělních modliteb, vyznání víry a Zdrávas Maria.
Pro získání částečných odpustků je nutné odříkat Apoštolské vyznání víry nebo Nicejsko-konstantinopolské vyznání víry.

## Anglické překlady
Hlavní článek: Anglické verze Nicejského vyznání víry
Verze z knihy Book of Common Prayer z roku 1662 je stále běžně používána některými anglicky mluvícími lidmi, ale v současné době jsou běžnější modernější překlady. Mezinárodní konzultace o anglických liturgických textech (English Language Liturgical Consultation) vydala anglický překlad Nicejského vyznání víry nejprve v roce 1970 a poté v postupných revizích v letech 1971 a 1975. Tyto texty byly přijaty několika církvemi.
Římskokatolická církev ve Spojených státech přijala verzi z roku 1971 v roce 1973. Katolická církev v ostatních anglicky mluvících zemích přijala verzi z roku 1975 v roce 1975. Používala je až do roku 2011, kdy je nahradila verzí ve třetím vydání Římského misálu. Verze z roku 1975 byla v roce 1979 zahrnuta do Knihy společných modliteb (Book of Common Prayer) episkopální církve (Spojené státy), ale s jednou obměnou: ve verši „Pro nás lidi a pro naši spásu“ bylo vynecháno slovo „lidi“.